# Scorpaenodes caribbaeus
Scorpaenodes caribbaeus är en fiskart som beskrevs av Meek och Hildebrand 1928. Scorpaenodes caribbaeus ingår i släktet Scorpaenodes och familjen Scorpaenidae. Inga underarter finns listade i Catalogue of Life.